# Нектарий III
Нектарий е православен духовник, охридски архиепископ около 1673 година.
Сведенията за архиепископ Нектарий са изключително оскъдни. Той се споменава като действащ архиепископ в един документ от около 1673 година. Трябва да е заел катедрата след 1671 година, а умира или напуска поста не по-късно от 1675 година.